# Sergej Kozlík
Sergej Kozlík este un om politic slovac, membru al Parlamentului European în perioada 2004-2009 din partea Slovaciei.
1. ↑  Deputații în Parlamentul European
2. ↑  Ministri financií SLOVENSKEJ REPUBLIKY (în slovacă), accesat în 18 noiembrie 2022